# Red Dead Redemption
Red Dead Redemption – przygodowa gra akcji z 2010 roku wyprodukowana przez Rockstar San Diego, wydana przez Rockstar Games. Jest następcą Red Dead Revolver z 2004 i zarazem drugą odsłoną serii Red Dead. Jej akcja rozgrywa się w 1911 roku u schyłku Dzikiego Zachodu, a głównym bohaterem jest John Marston – były przestępca, którego żona i syn zostali wzięci na zakładników przez rząd federalny jako „zachęta” do tego, żeby rozprawił się dla niego z członkami gangu, do którego niegdyś należał.
Wydarzenia w grze przedstawione są z perspektywy trzeciej osoby, a całość rozgrywa się w otwartym świecie będącym fikcyjną wersją zachodu Stanów Zjednoczonych i północnego Meksyku. Gracz może swobodnie przemierzać świat, głównie konno bądź pieszo. W walce duży nacisk położono na mechanikę „zabójczej precyzji”, pozwalającej na oznaczenie w zwolnionym tempie kilku przeciwników przed oddaniem do nich strzałów. W grze obecny jest system moralności, wpływający na sławę i honorowość Marstona, co przekłada się na to, jak reagują na niego bohaterowie niezależni. W wersji z 2010 roku dostępny jest także tryb wieloosobowy, w którym maksymalnie szesnastu graczy może współpracować bądź rywalizować ze sobą na mapie z trybu jednoosobowego.
Proces produkcji Red Dead Redemption trwał przez ponad pięć lat i przełożył się na jedną z najdroższych gier komputerowych, jakie kiedykolwiek stworzono. Na jej potrzeby Rockstar usprawnił swój własnościowy silnik w celu zaimplementowania technologii niezbędnych do stworzenia gry. Twórcy w ramach prac nad nią przeprowadzili szczegółowe studia nad Dzikim Zachodem, w tym m.in. podróżując do Waszyngtonu i analizując klasyczne westerny, chcąc, żeby była jak najbardziej realistyczna. Postacie zagrane zostały przez profesjonalnych aktorów w studiu do przechwytywania ruchu, muzykę skomponowali Bill Elm i Woody Jackson. Podczas produkcji gry studio spotkało się z zarzutami o stosowanie nieetycznych praktyk, w tym pracę w nadgodzinach przez długi czas oraz niewłaściwy sposób zarządzania.
Gra trafiła do sprzedaży w maju 2010 na PlayStation 3 i Xboksa 360, a w sierpniu 2023 na PlayStation 4 i Switcha. Po premierze chwalona była za oprawę wizualną, muzykę, grę aktorską, rozgrywkę i narrację, zdobyła też wiele końcoworocznych nagród i wyróżnień od prasy branżowej, w tym m.in. kilka tytułów najlepszej gry 2010 roku. Według niektórych mediów branżowych znajduje się w czołówce najlepszych gier wszech czasów. Do 2021 roku sprzedano około 23 miliony egzemplarzy, co czyni ją jedną z najlepiej sprzedających się gier w historii. Wyprodukowano kilka dodatków, w tym przede wszystkim wydanego później jako samodzielna gra Undead Nightmare, w którym Marston poszukuje lekarstwa na plagę zombie. W październiku 2018 wydany został prequel, Red Dead Redemption 2.

## Fabuła
Źródło: GamesRadar+, GameSpot, Screen Rant.
Rok 1911. Rodzina dawnego przestępcy Johna Marstona (Rob Wiethoff) zostaje pojmana przez agentów Bureau of Investigation, Edgara Rossa (Jim Bentley) i Archera Fordhama (David Wilson Barnes), którzy zmuszają go do wytropienia i wyeliminowania członków jego byłego gangu w zamian za uwolnienie żony i syna. John rusza śladem Billa Williamsona (Steve J. Palmer), stojącego obecnie na czele nowego gangu terroryzującego Nowe Austin. Dociera do jego fortu, ale nie udaje mu się go przekonać do poddania się, zostaje postrzelony i pozostawiony na śmierć. Ratuje go miejscowa ranczerka Bonnie MacFarlane (Kimberly Irion), w zamian za co Marston po wydobrzeniu pomaga jej na ranczu, jednocześnie planując wyeliminowanie gangu Williamsona. Udaje mu się zebrać grupę sojuszników, w tym marshala Leigh Johnsona (Anthony de Longis), hochsztaplera Nigela Westa Dickensa (Don Creech), poszukiwacza skarbów Setha Briarsa (Kevin Glikmann) i przemytnika broni „Irlandczyka” (K. Harrison Sweeney). Wraz z nimi przypuszcza szturm na fort Mercer i zabija ludzi Williamsona, dowiadując się, że sam poszukiwany zbiegł do Meksyku szukać pomocy u Javiera Escuelli (Antonio Jaramillo) – kolejnego celu na liście Marstona.
Po dotarciu do Meksyku Marston angażuje się w wojnę domową pomiędzy pułkownikiem Agustínem Allendem (Gary Carlos Cervantes), tyranem zarządzającym stanem Nuevo Paraíso w imieniu prezydenta Ignacia Sáncheza, a powstańcami pod przywództwem Abrahama Reyesa  (Josh Segarra). W zamian za pomoc w wyśledzeniu celów współpracuje z obiema stronami konfliktu. Kiedy zostaje zdradzony przez pułkownika, ratuje go Reyes, i to ostatecznie po jego stronie opowiada się Marston. Podczas szturmu na meksykański fort udaje im się odnaleźć Escuellę, który wyjawia, że Williamson znajduje się pod protekcją Allendego. Marston zabija swojego dawnego towarzysza bądź pojmuje go żywcem i przekazuje agenton. Reyesowi ostatecznie udaje się zebrać dość sił, żeby przypuścić szturm na pałac pułkownika i wraz z Johnem zabić jego oraz Williamsona. Reyes zaczyna planować szturm na stolicę, a Marston wraca do Stanów Zjednoczonych.
Po powrocie do Blackwater Ross i Fordham zmuszają Johna do wytropienia Dutcha van der Lindego (Benjamin Byron Davis), przywódcy byłego gangu Marstona i jego niegdysiejszego mentora, który w ostatnich latach założył nowy gang składający się z rdzennych Amerykanów sprzeciwiających się rządowi federalnemu i industrializacji swoich ziem. Udaje mu się wyśledzić go w górskiej fortecy, na którą przypuszcza szturm wraz z żołnierzami armii amerykańskiej. Van der Linde uznaje swoją porażkę, ostrzega Johna, że federalni nigdy nie dadzą mu spokoju i popełnia samobójstwo. Ross dopełnia swojej części umowy i uwalnia rodzinę Marstona.
Po powrocie na ranczo John spotyka się ze swoją żoną Abigail (Sophia Marzocchi), synem Jackiem (Josh Blaylock) i mieszkającym z nimi byłym członkiem gangu, „Wujkiem” (Spider Madison), próbując na nowo rozpocząć normalne życie. Niedługo później Ross wraz z żołnierzami atakuje ranczo, wskutek czego ginie „Wujek”. John pomaga rodzinie uciec i staje naprzeciwko napastników, ginąc z ich ręki. W roku 1914, po śmierci matki, Jack chowa ją obok Johna i wyrusza na poszukiwania Rossa, który niedawno przeszedł na emeryturę jako bohater przypisujący sobie samodzielne wyeliminowanie niedobitków gangu van der Lindego. Jackowi udaje się go wytropić w Meksyku i zabić w pojedynku strzeleckim.

## Rozgrywka
Red Dead Redemption jest przygodową grą akcji z perspektywą trzeciej osoby osadzoną w realiach inspirowanych westernami i Dzikim Zachodem. W celu posunięcia fabuły do przodu gracz wykonuje misje – liniowe scenariusze z odgórnie narzuconymi celami. W epilogu grywalną postacią jest Jack. Poza misjami gracz może swobodnie eksplorować otwarty świat, na który składają się trzy fikcyjne stany: amerykańskie Nowe Austin i Elizabeth Zachodnie (odpowiedniki zachodnich stanów USA) oraz meksykański Nuevo Paraíso. Głównym środkiem transportu są konie różnych ras, z których każda charakteryzuje się innymi atrybutami. Celem zdobycia wierzchowca postać może go złapać na lasso w dziczy i oswoić, kupić bądź ukraść. Szybka podróż możliwa jest dzięki pociągom, dyliżansom i rozbiciu w dziczy prowizorycznego obozu. Większość świata gry pokrywają niezasiedlone połacie terenu o różnym krajobrazie, na których sporadycznie spotykać można podróżników, przestępców, bohaterów niezależnych i dziką zwierzynę. Obszary zasiedlone to zarówno położone na uboczu pojedyncze domostwa, jak i tłoczne miasteczka.
Podczas swobodnej eksploracji świata gracz może zaangażować się w losowe wydarzenia, takie jak publiczne wieszanie, zasadzki, prośby o pomoc, spotkania z nieznajomymi zlecającymi zadania poboczne, strzelaniny i ataki dzikich zwierząt. Wśród opcjonalnych aktywności znajdują się m.in. pojedynki rewolwerowców, polowanie na bandytów, poszukanie skarbów, hazard i myślistwo. W grze obecny jest system honoru, który zwiększa bądź zmniejsza się wraz z postępowaniem postaci, odwzorowując jej moralność. Uczynki szlachetne, jak pomoc nieznajomym, zwiększają jego poziom, a za pojmanie poszukiwanego żywcem postać otrzymuje więcej punktów honoru niż za zabicie go. Czyny niegodziwe, niemoralne i nieakceptowane społecznie, jak kradzieże czy zabijanie niewinnych, zmniejszają honorowość. Bezpośrednio z honorem powiązany jest system sławy – razem wpływają one na to, jak bohaterowie niezależni postrzegają Marstona. Postać honorowa będzie przez nich witana, mogą one udzielić jej zniżki w sklepach, zaś przed niehonorową będą uciekać i zamykać przed nią drzwi. Popełniając przestępstwa postać może założyć chustę, żeby ukryć swoją tożsamość, dzięki czemu nie zmienia się ani poziom honoru, ani sławy.
Kluczową mechaniką rozgrywki w Red Dead Redemption są strzelaniny. Postać może chować się za osłonami, strzelać do określonych celów celując, na oślep bądź z biodra. W celu wyeliminowania przeciwników bez zabijania ich możliwe jest strzelanie w wybrane części ciała, np. stopy. Wśród dostępnych broni znajdują się rewolwery, pistolety, karabiny (w tym powtarzalne i wyborowe), strzelby, noże, materiały wybuchowe i lasso. Podczas celowania możliwe jest korzystanie z mechaniki „zabójczej precyzji”, pozwalającej w zwolnionym tempie zaznaczyć kilku przeciwników bądź punktów na ich ciałach; po wyjściu z trybu celowania postać w szybkim tempie strzela w zaznaczone miejsca. Wraz z rozwojem fabuły zabójcza precyzja postaci zwiększa się, odblokowując nowe możliwości.
W grze wprowadzono system grzywien, inspirowany mechaniką poszukiwania przez policję z serii Grand Theft Auto. Kiedy postać popełni przestępstwo, świadkowie zdarzenia biegną zawiadomić najbliższych stróżów prawa, jednak zanim do nich dotrą Marston może ich przekupić bądź zabić. Jeżeli stróże prawa zostaną powiadomieni o przestępstwie bądź jest ono dokonywane w ich obecności, za postać zostaje wyznaczona grzywna i staje się poszukiwana. Wraz z liczbą i wagą popełnianych przestępstw zwiększa się liczba zaangażowanych w próby schwytania Marstona; ostatecznie wysłani mogą zostać za nim – w zależności od kraju – marshale bądź armia meksykańska. Żeby uciec przed pościgiem postać musi opuścić obszar poszukiwań albo zabić wszystkich stróżów prawa w okolicy. Po zakończeniu pościgu na Marstona polować zaczynają łowcy nagród, a jedynym sposobem na trwałe pozbycie się ich jest zapłacenie na stacji telegraficznej wyznaczonej grzywny bądź okazanie listu ułaskawiającego.
W trybie wieloosobowym maksymalnie szesnastu graczy może współpracować bądź rywalizować ze sobą na mapie z kampanii fabularnej. Każda gra zaczyna się od meksykańskiego patu, po którym ocaleli mogą przenieść się w dowolne miejsce mapy w oczekiwaniu na odrodzenie się przeciwników. Wśród dostępnych trybów rozgrywki znajdują się warianty deathmatchu i zdobądź flagę. Po mapach rozsiane są skrzynie, w których znajdują się dodatkowe bronie, amunicja i różnego rodzaju wzmocnienia. Gracze mogą awansować i podejmować się wyzwań związanych z bronią, co odblokowuje m.in. nowe modele postaci, tytuły, wierzchowce czy złote skórki broni. Świat można przemierzać także w trybie swobodnym, tworząc maksymalnie ośmioosobowe gangi bądź dołączając do już istniejących, a następnie polować na wrogie bandy. W niektórych trybach gry wieloosobowej niemożliwe jest zabicie postaci innego gracza.

## Proces produkcji

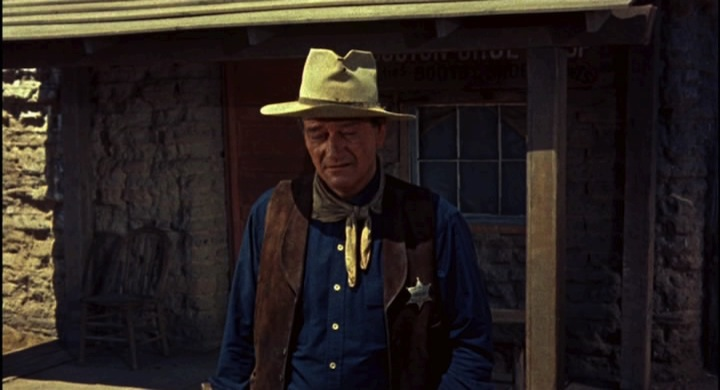
John Wayne w filmie Rio Bravo, zdaniem twórców utrwalającego „mity o Dzikim Zachodzie”, od czego w Red Dead Redemption chciano odejść na rzecz „śmierci Dzikiego Zachodu”.

W 2003 roku wydawca Rockstar Games odkupił od Capcomu Angel Studios, pracujące nad grą Red Dead Revolver, a następnie także samą grę, którą w ciągu dziewięciu miesięcy udało się ukończyć i wydać w maju 2004. Podczas prac nad Revolverem twórcy uznali, że chcieliby stworzyć od podstaw własną grę osadzoną w realiach westernowych. Wstępne prace nad Red Dead Redemption rozpoczęły się w 2005, a po sformowaniu podstawowego zespołu w 2006 rozpoczął się właściwy cykl produkcyjny. Stuosiemdziesięcioosobowy zespół Rockstar San Diego współpracował ze studiami Rockstar Leeds, New England, North i Toronto – łącznie w powstanie gry zaangażowanych było ponad tysiąc osób. Projekty studia coraz trudniej było zrealizować na konsolach szóstej generacji, stąd też po zapoznaniu się z mocą sprzętową PlayStation 3 i Xboksa 360 postanowiono stworzyć grę przeznaczoną na te platformy. Chociaż Rockstar nie ujawnił nigdy oficjalnie, ile kosztowała produkcja gry, to według szacunków analityków łączny budżet przeznaczony na produkcję i promocję oscyluje w okolicach 80–100 mln USD, co czyni z Red Dead Redemption jedną z najdroższych gier w historii. Osoby pracujące nad grą zarzucały Rockstarowi San Diego nieetyczne praktyki i warunki pracy, w tym przede wszystkim sześciodniowy tydzień pracy po dwanaście roboczogodzin za stawkę mniejszą niż średnia w branży.
Liczący półtora tysiąca stron scenariusz pisano przez dwa lata, a podczas jego tworzenia inspirowano się takimi filmami jak Dzika banda (1969), Mściciel (1973), Bez przebaczenia (1992) czy Propozycja (2005). Twórcy uznali, że większość westernów rozgrywa się pomiędzy latami 40. a 80. XIX wieku, stąd też przeniesienie akcji do roku 1911 pozwoli na przedstawienie bardziej interesującej analizy tego, jak Dziki Zachód ustąpił miejsca współczesności. Odnosząc się do przedstawienia w grze przemocy zespół stwierdził, że miała ona „sprawiać wrażenie nieco brutalnej i nieprzyjemnej” – być realistyczna, ale nie gloryfikowana i przesadzona. Świat gry zaprojektowano w taki sposób, żeby odzwierciedlał najbardziej ikoniczne miejscówki Dzikiego Zachodu. Członkowie zespołu zorganizowali wyjazdy do Waszyngtonu, podczas których odwiedzali m.in. Bibliotekę Kongresu i National Archives Building, wykonując setki zdjęć dokumentujących okres; analizowali także klasyczne westerny – filmy, seriale telewizyjne i książki. Jako największe techniczne wyzwanie wskazano stworzenie otwartego świata, który należało zapełnić wystarczającą liczbą aktywności i treści, żeby mógł utrzymać zainteresowanie graczy.
Podobnie jak inne gry wydawcy począwszy od Rockstar Games Presents Table Tennis (2006), Red Dead Redemption powstało w większości na stworzonym przez studio silniku Rockstar Advanced Game Engine (RAGE), dodatkowo wykorzystano także silnik animacji Euphoria i fizyki Bullet. Zwiększenie mocy obliczeniowej RAGE pozwoliło na większą liczbę detali, w tym realistyczne animacje i szczegółowe tekstury. Po zapoznaniu się z mocą PlayStation 3 i Xboksa 360 za pomocą zestawów deweloperskich postanowiono wygenerować w pełni otwarty świat, co nastręczało problemów na konsolach poprzedniej generacji. Zespół z San Diego radził się innych studiów Rockstar mających już doświadczenie z otwartymi światami, w tym przede wszystkim odpowiedzialnego za Grand Theft Auto Rockstar North. Grę pomyślano jako ulepszenie Red Dead Revolver poprzez rozwinięcie jej do rozmiarów standardowej gry Rockstar, przy jednoczesnym zachowaniu jej kluczowych mechanik, jak zabójcza precyzja czy pojedynki rewolwerowców. Jednym z największych problemów było stworzenie realistycznych animacji poruszania się koni, stąd ostatecznie postanowiono nagrać je podczas sesji przechwytywania ruchu z udziałem odpowiednio wytresowanego zwierzęcia.
W grze pojawia się około czterystu pięćdziesięciu postaci, a na etapie pisania scenariusza starano się, żeby jak najbardziej pasowały one do epoki. Żeby świat wydawał się żywy konieczne było napisanie wielu kwestii dialogowych dla poszczególnych postaci – ich liczba porównywalna jest z tą z wydanego w międzyczasie Grand Theft Auto IV (2008). Na potrzeby Red Dead Redemption opracowano poradnik stylu dla scenarzystów, bazujący na sposobie wypowiadania się osób z tamtego okresu. Na reżysera odpowiedzialnego za reżyserię scen z udziałem aktorów wybrano Roda Edge’a – w Santa Monice przy użyciu technologii przechwytywania ruchu nagrywano animacje i jednocześnie rejestrowano głosy aktorów, a pozostałe dialogi nagrywano później w studiu dubbingowym. Po zakończeniu castingów do zagrania głównej roli wybrano Roba Wiethoffa. Postać Marstona napisano jako niejednoznaczną – nie będącą ani bohaterem, ani złoczyńcą – i „rodzinną”. Zdaniem Steve’a J. Palmera wcielającego się w Billa Williamsona, w poprzednim gangu Bill i John byli jak bracia, a Dutch van der Linde postacią rodzica. Benjamin Byron Davis, który zagrał van der Lindego, stwierdził, że był on wyedukowanym, charyzmatycznym przywódcą, który w pewnym momencie „oszalał”.
Red Dead Redemption jest jedną z pierwszych gier Rockstar, na potrzeby których skomponowano autorską ścieżkę dźwiękową. Kierownik muzyczny Iwan Pawłowicz przyznał, że ze względu na skalę gry trudne było stworzenie dla niej oprawy muzycznej, ponieważ nie można było polegać wyłącznie na licencjonowanych utworach, jak przy poprzednich produkcjach. W 2008 zatrudniono muzyków Billa Elma i Woody’ego Jacksona, którzy w ciągu piętnastu miesięcy wspólnie napisali około dwustu utworów. Zostały one nagrane i zmiksowane w studiu Jacksona Electro-Vox Recording Studios w Los Angeles, a zmasterowane w Capitol Studios. Poszukując inspiracji Jackson stwierdził, że w 1911 nie było „muzyki Dzikiego Zachodu”; uznał, że znacznie bardziej reprezentatywna dla tego okresu jest chociażby muzyka Ennia Morriconego do Trylogii dolara. Rockstar nawiązał współpracę z muzykami grającymi na tradycyjnych zachodnich instrumentach, np. z Tommym Morganem (harmonijka), jak również z wokalistami – Ashtar Command, Josém Gonzálezem, Jamiem Lidellem i Williamem Elliottem Whitmore’em.

## Dystrybucja i marketing

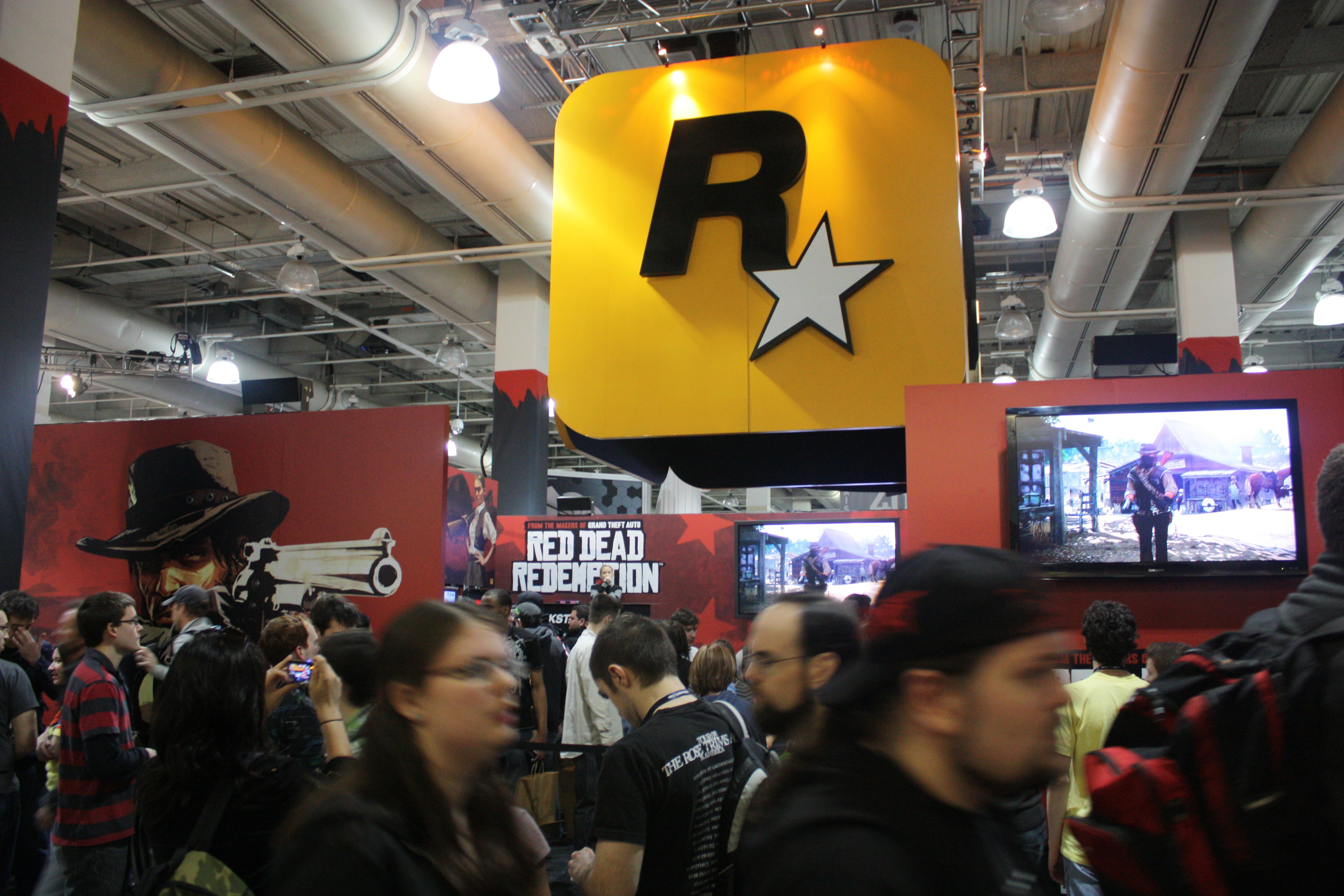
Promocja gry podczas targów PAX East w marcu 2010.

W maju 2005 podczas konferencji Sony na targach Electronic Entertainment Expo Rockstar Games zaprezentowało krótki zwiastun niezatytułowanego jeszcze westernu na PlayStation 3, stanowiący demo technologiczne RAGE i domniemaną kontynuację Red Dead Revolver. Red Dead Redemption zapowiedziano oficjalnie 3 lutego 2009. Pierwszy pełny zwiastun, przedstawiający głównego bohatera, zaprezentowano 6 maja 2009. Rockstar zaplanował dla gry drogą kampanię reklamową na szeroko zakrojoną skalę, w ramach której nawiązał współpracę m.in. z IGN-em, GameSpotem, LoveFilm, Microsoftem i YouTube’em. Żeby zachęcić graczy do zakupu Red Dead Redemption przed premierą wydawca podpisał umowy z wybranymi sieciami, w których dostępne były przedsprzedażowe bonusy do wykorzystania w grze, takie jak konie, stroje czy bronie. Do sprzedaży trafiło także wydanie specjalne, w unikatowym opakowaniu i z dołączoną płytą ze ścieżką dźwiękową. Pod koniec marca 2010 na konwencie PAX East zaprezentowano półgodzinną grywalną wersję demonstracyjną. W kwietniu na Facebooku udostępniono aplikację Red Dead Redemption: Gunslingers, a w maju na Foksie wyemitowano krótkometrażową machinimę Red Dead Redemption: The Man from Blackwater w reżyserii Johna Hillcoata. Twórcom nie udało dotrzymać się pierwszej daty premiery przewidzianej na koniec 2009, jak również drugiej (kwiecień 2010); ostatecznie gra ukazała się 18 maja 2010 w Ameryce Północnej i 21 maja w pozostałych częściach świata.
Po premierze gra doczekała się szeregu zawartości do pobrania, na którą składały się głównie mapy i tryby do gry wieloosobowej sugerowane przez jej społeczność. Pakiet Outlaws to the End wydany 22 czerwca 2010 wprowadził sześć dodatkowych misji współpracy do gry wieloosobowej, a Legends and Killers (10 sierpnia) postacie z Red Dead Revolver, nowe miejsca oraz możliwość korzystania z tomahawków. Liars and Cheats (21 września) dodawał tryby kompetytywne, minigry, postacie i bronie, zaś Hunting and Trading (12 października) nowe ubiory i możliwość upolowania jackalope’a. 26 października wydano dodatek do kampanii fabularnej Undead Nightmare, przedstawiający niekanoniczną opowieść o Johnie poszukującym lekarstwa na plagę zombie panoszących się po miastach widmach i cmentarzach. W listopadzie dodatek został wydany jako samodzielna produkcja, niewymagająca do działania podstawowej wersji gry. Ostatni dodatek – Myths and Maverick – wydano 13 września 2011; wprowadzał on kolejne postacie i miejsca do gry wieloosobowej. W październiku 2011 do sprzedaży trafiło Red Dead Redemption: Game of the Year Edition zawierające grę i całą wydaną dotychczas zawartość dodatkową.
W lipcu 2016 gra wraz z Undead Nightmare została udostępniona przez Microsoft w ramach kompatybilności wstecznej na następcy Xboksa 360 – Xboksie One. Red Dead Redemption było jednym z tytułów, którego użytkownicy domagali się w kompatybilności wstecznej najbardziej; po ogłoszeniu sprzedaż gry na Amazonie gwałtownie wzrosła. Na Xboksie One gra działa w wyższym klatkażu względem wydania pierwotnego. W kwietniu 2018 udostępniona została aktualizacja do Xboksa One X, umożliwiająca rozgrywkę w rozdzielczości 4K (podczas gdy oryginał dostępny jest w 720p) oraz zawierająca pewne usprawnienia wizualne. Gra jest dostępna w kompatybilności wstecznej również na Xboksie Series X/S, gdzie możliwe jest zagranie w wersję wydaną w 2018. W grudniu 2016 Red Dead Redemption i Undead Nightmare udostępniono w usłudze Sony PlayStation Now, dzięki czemu możliwe było zagranie w nią w chmurze na PlayStation 4, PlayStation 5 i Windowsie; grę usunięto z usługi w grudniu 2022.
Według źródeł branżowych, po słabym przyjęciu Grand Theft Auto: The Trilogy – The Definitive Edition (2021) Rockstar zrezygnował z pomysłu zremasterowania Red Dead Redemption, zamiast tego koncentrując się na produkcji Grand Theft Auto VI. Pogłoski o możliwym remasterze pojawiły się ponownie w czerwcu 2023 roku, kiedy to południowokoreańska organizacja odpowiedzialna za ograniczenia wiekowe przyznała nowe oznaczenie Red Dead Redemption, a w lipcu strona Rockstar została zaktualizowana o nowe logo i osiągnięcia. W sierpniu wydawca ogłosił, że 17. dnia tego miesiąca do dystrybucji cyfrowej na PlayStation 4 i Switchu trafi opracowany przez Double Eleven Studio port trybu jednoosobowego wraz z Undead Nightmare, a od 13 września możliwy będzie zakup wydania pudełkowego. W wydaniu znalazła się cała zawartość dla jednego gracza, w tym ta wydana po premierze pierwotnej wersji gry; całkowicie usunięto tryb wieloosobowy, dodano za to obsługę nowych języków, w tym m.in. polskiego. Zapowiedź spotkała się z mieszanym odbiorem. Część dziennikarzy i graczy doceniła możliwość zagrania w Red Dead Redemption na współczesnych konsolach, krytykowała jednak brak usprawnionej oprawy wizualnej, wyższego klatkażu, wersji na Windowsa, usunięcie trybu wieloosobowego oraz sprzedawanie trzynastoletniej produkcji w cenie zbliżonej do nowej gry. W październiku 2023 udostępniono łatkę, która w ramach kompatybilności wstecznej umożliwia grę z prędkością sześćdziesięciu klatek na sekundę na PlayStation 5. Premierę zremasterowanej wersji na Windowsa zapowiedziano na 29 października 2024.

## Odbiór

### Ze strony recenzentów
Według agregatora recenzji Metacritic Red Dead Redemption spotkał się z „powszechnym uznaniem” ze strony recenzentów. Znajduje się ona wśród najwyżej ocenianych w agregatorze gier komputerowych, szósta najwyżej oceniana gra na PlayStation 3 i siódma na Xboksa 360. Erik Brudvig z IGN-u uznał Red Dead Redemption za „jedną z najgłębszych, dających najwięcej frajdy i najpiękniejszych gier dostępnych na rynku”, w którą „koniecznie trzeba zagrać”, zaś Will Herring z „GamePro” za najlepszą grę Rockstar do momentu jej premiery, będącą kulminacją wszystkich poprzednich sukcesów studia. Simon Parkin z Eurogamera stwierdził, że Red Dead Redemption jest „przebojową grą komputerową: ciągiem filmowych scenerii z niepozbawionymi wad, ale ujmującymi postaciami wtłoczonymi w konwencjonalną strukturę narracyjną, przyprawioną hojnymi szczyptami dodatkowych aktywności”.
Zdaniem Brudviga wątki narracyjne Red Dead Redemption odzwierciedlają współczesne społeczeństwo, w tym zagadnienia rasizmu, kontroli rządowej i imigracji. Według Willa Tuttle’a z GameSpy momentami sprawiają one wrażenie „moralizatorskich”, ale w większości są znacznie bardziej zniuansowane, niż można się spodziewać. Redaktor „Official Xbox Magazine” Mike Channell stwierdził, że śmierć Dzikiego Zachodu była motywem, który odcisnął na narracji największe piętno. Matt Bertz z „Game Informera” uznał, że tempo opowiadanej historii ucierpiało przez długość misji rozgrywających się w Meksyku, chwalił jednak zakończenie za „poczucie zanurzenia się w świecie, który zapewnić mogą tylko gry komputerowe”. Brudvig uznał finał Red Dead Redemption za jeden z najlepszych w historii. Herringa zaskoczyło to, jak bardzo można polubić Johna Marstona i zżyć się z nim, opisując go jako „jednego z najbardziej sympatycznych antybohaterów naszych czasów”. Dodał także, że chociaż bohaterowie niezależni są karykaturami postaci ze spaghetti westernów, to były „na tyle interesujące, że nigdy nie sprawiały wrażenia naciąganych”. Odmienne przekonanie wyraził Kirk Hamilton w recenzji dla czasopisma „Paste”, stwierdzając, że były one „kliszowymi, nie dającymi się polubić” drugoplanowymi postaciami podporządkowanymi narracji. Justin Calvert z GameSpotu chwalił złożoność „mocno nieidealnego, ale bardzo sympatycznego” Marstona, zauważając, że jego blizny i strój czynią jego postać jeszcze bardziej wiarygodną. Według Brudviga jego motywacje sporadycznie były mylące i sprawiały wrażenie oderwanych od scenariusza.
Bertz uznał Red Dead Redemption za „najlepiej wyglądającą grę, jaką do tej pory wydał Rockstar”. Brudvig chwalił szczegółowość świata i stwierdził, że losowe wydarzenia i zmienna pogoda zapewniają graczowi bogate doświadczenie. Herring uznał otwarty świat za lepszy niż w poprzednich grach studia, chwaląc zmianę względem „brązowego, błotnistego, »realistycznego« filtru” Liberty City z Grand Theft Auto IV. Zdaniem Tuttle’a świat gry jest jej najbardziej imponującym elementem, który chwalił za dobrze zaprojektowany pod względem ekologicznym i geograficznym. Parkin zauważył, że świat jest równie treściwy co Liberty City, przy jednoczesnym zachowaniu typowego dla westernu poczucia izolacji. Recenzent czasopisma „Edge” uznał, że świat sprawia wrażenie mniej pustego niż Liberty City, ale dzięki temu „Rockstarowi udaje się sprawniej pokierować wzrok gracza ku temu, co istotne”. Recenzenci chwalili misje poboczne, na które podczas przemierzania świata natyka się grywalna postać; Scott Sharkey z 1Up.com uznał je nawet za „idealne małe mikrodramaty”. Według „Edge” dzięki zróżnicowaniu aktywności pobocznych udało uniknąć się powtarzalności obecnej chociażby w Assassin’s Creed.
Zdaniem Bertza w Red Dead Redemption udało się „przenieść szablon rozgrywki z Grand Theft Auto w realia Dzikiego Zachodu”. Stephanie Bendixsen, prezenterka programu Good Game, stwierdziła, że na potrzeby gry wykorzystano najlepsze elementy z Grand Theft Auto IV. Calvert chwalił system polowania na poszukiwanych przestępców. Z pewną krytyką spotkało się sterowanie podczas jazdy konno, chociaż Herring uznał, że dodaje ono grze realizmu. Parkin stwierdził, że jednym z największych osiągnięć gry jest system przywiązania się konia do grywalnej postaci, dodał jednak, że sterowanie wierzchowcem bywa niezręczne, zwłaszcza podczas galopu. Recenzent „Edge” uznał mechanikę zabójczej precyzji za „postawienie strzelania na pierwszym miejscu”; a zdaniem Brudviga „sprawia ona, że można poczuć się jak prawdziwy rewolwerowiec”. Parkin chwalił walkę jako lepszą niż w poprzednich grach Rockstar, w tym przede wszystkim dobrze zrealizowane strzelanie podczas jazdy konno, krytykując jednak „przylepny i przestarzały” system osłon. Bertz uznał system celowania i chowania się za osłonami za „równie dobry”, co w Grand Theft Auto IV, chwaląc też wyjątkowe bronie i animacje. Channell zwrócił uwagę na zróżnicowanie broni i sposobów, w jakie się one zachowują. Jake Gaskill z kanału G4 stwierdził, że zabójcza precyzja „momentami może sprawiać wrażenie zbyt potężnej”.
Tuttle uznał, że minimalistyczna ścieżka dźwiękowa sprawia, że świat gry jest bardziej autentyczny. Herring przyrównał ją do muzyki Ennia Morriconego do Trylogii dolara. Parkin uznał ją za „wybitną”, chwaląc użycie wielu instrumentów. Zdaniem Calverta jest ona „świetna”, chociaż zdarza się, że „momentami bez wyraźnego powodu staje się zbyt głośna”. Andy Hartup z „PSM3” stwierdził, że doskonale uzupełnia ona akcję i świat przedstawiony, nigdy nie sprawiając wrażenia niepotrzebnej. Zdaniem Hamiltona bezproblemowo wtapia się ona w świat gry. Z pochwałami spotkały się także utwory wokalizowane; Matt Cundy z GamesRadar uznał za „piękną” scenę, podczas której Marston wjeżdża do Meksyku, do czego przyczyniła się przede wszystkim piosenka „Far Away” Joségo Gonzáleza.
Gra wieloosobowa spotkała się z mieszanym odbiorem. Bertz uznał ją za „w pełni funkcjonalny dodatek” do kampanii fabularnej. Herring chwalił różnorodność trybów i możliwość rozgrywki swobodnej w otwartym świecie, zauważając jednak, że jest to bardziej zasługa graczy, którzy podtrzymują zainteresowanie trybem, niż samych twórców. Zdaniem Calverta w grze wieloosobowej nie znalazło się dostatecznie dużo opcji pozwalających na spersonalizowanie postaci graczy. Sharkey wypowiedział się negatywnie o systemie progresji i zdobywania następnych poziomów, zaś Gaskill krytykował fakt, że gracze najczęściej odradzają się zbyt blisko przeciwników.
Według Metacritic wersja na PlayStation 4 i Switcha spotkała się z „ogólnie pozytywnym przyjęciem” ze strony krytyków; według agregatora recenzji OpenCritic pozytywnie oceniło ją 63% recenzentów. Część recenzentów chwaliła płynność działania gry na Switchu, uznając ją za znaczącą poprawę względem Grand Theft Auto: The Trilogy – The Definitive Edition. Joe Donnelly z GamesRadar+ porównał ją do Grand Theft Auto: Liberty City Stories (2005) jako przykład umiejętnego przeniesienia dużego otwartego świata na konsolę przenośną. Oliver Mackenzie z Eurogamera ocenił, że wersja na PlayStation 4 wypada lepiej niż wstecznie kompatybilna na Xboksa ze względu na lepsze wygładzanie krawędzi, cieniowanie i usprawniony upsampling, zauważył jednak, że usprawnień nie ma zbyt wielu, a dodatkowo nie odświeżono chociażby menu gry. Robert Ramsey z Push Square chwalił większą rozdzielczość, krytykując jednocześnie nowe błędy związane z animacjami i niepodniesienie klatkażu. Recenzenci krytykowali sprzedawanie reedycji w cenie 49,99 USD ze względu na brak znaczących usprawnień graficznych, w rozgrywce i wycięcie trybu wieloosobowego. PJ O’Reilly z Nintendo Life uznał nowe wydanie za „gołe”.

### Motywy i analiza
W Red Dead Redemption obecne są motywy cyklu przemocy, wiary, kontroli ze strony rządu, prawa i porządku, utraty niewinności i wolności, objawionego przeznaczenia, męskości, przemian społecznych i odkupienia;  stanowi ona również komentarz odnośnie do przemocy i sposobu, w jaki w kulturze popularnej przedstawiani są rdzenni mieszkańcy Stanów Zjednoczonych. Zdaniem redaktora IGN-u Erika Brudviga można uznać ją za komentarz na temat współczesnej polityki w kwestii zagadnień takich jak rasizm czy imigracja. Scenarzysta Dan Houser przyznał, że fabuła nie była planowana jako satyra na współczesną Amerykę, ale ze względu na podobne ramy czasowe niemożliwe było uniknięcie podobieństw. Zdaniem części badaczy kultury gra konfrontuje się z neoliberalnymi wartościami, przede wszystkim poprzez odpolitycznienie osób cierpiących z powodu chciwych korporacji, inni z kolei uznali, że wyszydza ona samolubność neoliberałów. Matt Margini przyrównał fabułę gry do klasycznej tragedii, odwołując się do twierdzenia Arystotelesa, że bohaterowie tragiczni nie są ani dobrzy, ani źli – „bohaterowie tragiczni są tragiczni z tego względu, że pomimo szczerych intencji sami sprowadzają na siebie zgubę”.
Niektórzy badacze kultury zauważają, że pomimo użycia w tytule słowa „odkupienie” (ang. redemption), John od samego początku był skazany na porażkę i nie mógł odkupić swoich win. Zdaniem Reida McCartera z „Bullet Points Monthly” użycie tego słowa było „gorzką ironią”, ponieważ ani John, ani kraj, w którym przyszło mu żyć, nie mogą się zmienić. Zdaniem Marginiego ostatni rozdział pozwala graczom odnieść wrażenie, jakby postać odkupiła swoje winy, co zostaje jej odebrane przez zakończenie. Według Heather Alexandry z Kotaku John odkupił winy w momencie, kiedy poświęcił się, żeby ratować rodzinę. Benjamin J. Triana uważa, że chociaż śmierć Marstona „sugeruje jakąś transcendencję”, to nie jest ona przesadnym poświęceniem ani nie czyni z niego bohatera. Richard Clark z Gamasutry uznał przedstawienie odkupienia postaci za „cyniczne i przesadnie uproszczone”. W Red Dead Redemption pojawia się także wątek wpływ cyklu przemocy na jednostki, najmocniej reprezentowany przez Jacka, który kontynuuje porażki swojego ojca, decydując się na życie przestępcy. Jason Sheehan z National Public Radio uznał grę za opowieść o „bezsensowności stosowania przemocy do rozwiązania przemocy, co skutkuje wyłącznie jeszcze większą przemocą”. M. Melissa Elston zauważa, że gra – podobnie jak inne współczesne media – stara się „przeformułować przemoc i przesadnie uproszczony dualizm moralny, który charakteryzował wcześniejsze utwory popkultury o Dzikim Zachodzie”. Komentowany był także sam sposób, w jaki w Red Dead Redemption przedstawiono przemoc. Margini uważa ją za usprawiedliwioną, jako że „przemoc nie istnieje w próżni”. Podobne przekonanie wyraził Timothy J. Welsh, dodając, że chociaż „to tylko gra”, to takie uogólnienie jest niepokojąco nihilistyczne. Ze stwierdzeniem tym nie zgodził się Christopher Bartel, wyrażając przekonanie, że przed popełnieniem wirtualnego morderstwa także trzeba się zastanowić i zauważając, że „nawet najbardziej zatwardziali gracze mogą wzbraniać się przed wirtualnym sadyzmem”.
W grze przedstawione zostaje kształtowanie się etosu amerykańskiego snu, co stanowi kontrast dla jego współczesnego stanu pokazanego w Grand Theft Auto IV (2008). Chociaż przeszłość Johna uniemożliwiła mu odkupienie win, gra sugeruje, że Jackowi – pomimo tego, że wzorem ojca został przestępcą – udaje się spełnić swój amerykański sen. Gra stanowi także komentarz na temat wolności i kontroli ze strony rządu oraz obrazuje, jak przemiany społeczne stają się czynnikiem prowadzącym do tego, że jednostka zatraca kontrolę nad swoim losem i zostaje zmuszona do negowania swoich wartości moralnych. Podróż od dzikich terenów do Blackwater obrazować ma to, jak cywilizacja przejmuje kontrolę nad naturą; co prawda rozpoczyna się ona w Blackwater, jednak podczas przerywnika filmowego, w którym gracz nie kontroluje Marstona – mając nad nim kontrolę wraca do miasta dopiero pod koniec gry. Chociaż Red Dead Redemption zapewnia graczowi sporą dozę swobody, to nie ma on żadnego wpływu na fabułę; ideologia „swoboda robienia tego, na co ma się ochotę nie jest tym samym, co możliwość zmienienia czegoś” znajduje odzwierciedlenie chociażby w tym, że John nie może zapobiec swojej śmierci. Zdaniem Triany zakończenie pozwala zrozumieć graczowi, że Marston odrzucił rozwijające się społeczeństwo i związane z nim organizacje ze względu na niedolę, jakiej doświadczył przez reprezentujące je rząd. W grze zobrazowane zostają także nierówności społeczne i ekonomiczne; Sara Humphreys doszukała się podobieństw pomiędzy ranczem MacFarlane’ów a konfliktem klasowym, jaki miał miejsce w Johnson County w Wyoming pod koniec XIX wieku.
Chociaż w materiałach promocyjnych Johna przedstawiano jako tradycyjnego kowboja – wycofanego i gwałtownego, „białego, heteronormatywnego, surowego osobnika” – to w samej grze jego zachowanie i motywacje są w dużej mierze niestereotypowe dla tego rodzaju postaci. Jego dwuznaczność i konflikt wewnętrzny mają sprawiać, że okazuje „bardziej znużenie niż męskość”. Tym niemniej, w pewnych aspektach powiela stereotypowe wyobrażenia, na przykład pomimo negatywnej opinii na temat rządu nadal z nim współpracuje i stara się ocalić tylu ludzi, ilu może, urzeczywistniając tym ideały męskości zdefiniowane przez Theodore’a Roosevelta. Według Triany przedstawiona w grze męskość jest pluralna – mężczyźni na ogół mierzą się w niej z innymi mężczyznami, ale dominujące charaktery postaci zmieniają się wraz z postępami w fabule. Zauważył też, że wyzwania, przed jakimi staje Marston, właściwe są żyjącym współcześnie heteroseksualnym cispłciowym mężczyznom. Zdaniem Marginiego do upadku Johna przyczyniły się „fałszywe obietnice świata zbudowanego na hipermęskich ideałach”, co podkreślane jest przez jego nieskuteczne próby zaadaptowania się do nowej formy męskości i bycia dla Jacka współczującym ojcem. Juho Tuominen i Olli Sotamaa z fińskiego akademickiego czasopisma „WiderScreen” charakteryzują Johna jako idealistę, a Jacka jako „wyedukowanego młodzieńca, nowego rodzaju »przebudzonego« mężczyznę”. W sposób zróżnicowany przedstawione zostały postacie kobiece. Bonnie MacFarlane jest „wnikliwa i zaradna” zamiast po prostu być „kobietą udającą mężczyznę”, chociaż w domu nadal zajmuje się zadaniami typowo kobiecymi, a podczas jednej misji staje się stereotypową damą w opałach. Abigail dla odmiany przedstawiona została jako „dobra prostytutka, która zostaje służącą”, a następnie „denerwującą żoną”; inne postacie kobiece istnieją tylko po to, żeby możliwe było zaprezentowanie pozytywnych i negatywnych stron Johna.
W opozycji do amerykańskiego snu stoi sposób, w jaki przedstawiono rdzennych mieszkańców Ameryki – ponury, okrutny i brutalny. Zdaniem Jodi Ann Byrd tytuł „Red Dead” nawiązuje do ludobójstwa Indian północnoamerykańskich. McCarter wskazał, że chociaż mordowanie Indian motywuje się kontekstem historycznym, to jest on zarazem „wątpliwym uzasadnieniem odzwierciedlającym retorykę”, którą usprawiedliwiano ludobójstwa i przymusowe wysiedlenia. Elston zauważa, że postać Indianina Nastasa stanowi przykład teorii „przeznaczonych manier” Geralda Vizenora, tj. generalizowania Indian i traktowania ich wszystkich jako ogół, a nie różne, niezależne od siebie byty plemienne. Zdaniem doktor Esther Wright Indianie pojawiają się w Red Dead Redemption wyłącznie po to, żeby usprawiedliwić i uwydatnić odmienność białych ludzi jako sprzeczną z rządem i cywilizacją; odbiera ona ten zabieg jako „przekłamane uproszczenie i wypaczenie złożoności ludobójstwa popełnionego na rdzennych Amerykanach”. Wright stwierdza także, że chociaż John nie jest jawnym rasistą, to fakt, że bierze udział w atakach na rezerwat Indian wpisuje go w „motywowaną rasizmem ludobójczą przemoc w mikroskali”. Według Marginiego sposób przedstawienia Indian może zostać odebrany albo jako przykład czarnej satyry, albo jako „podstępny sposób usprawiedliwiający mordowanie ich przez Marstona”, co wpisuje się w szerszy trend obserwowany w zachodnich mediach. Triana stwierdził, że Indianie „stali się ofiarami złych sił społecznych”, ponieważ John ponad ich dobro przedkładał ponowne spotkanie z rodziną.

### Nagrody i wyróżnienia

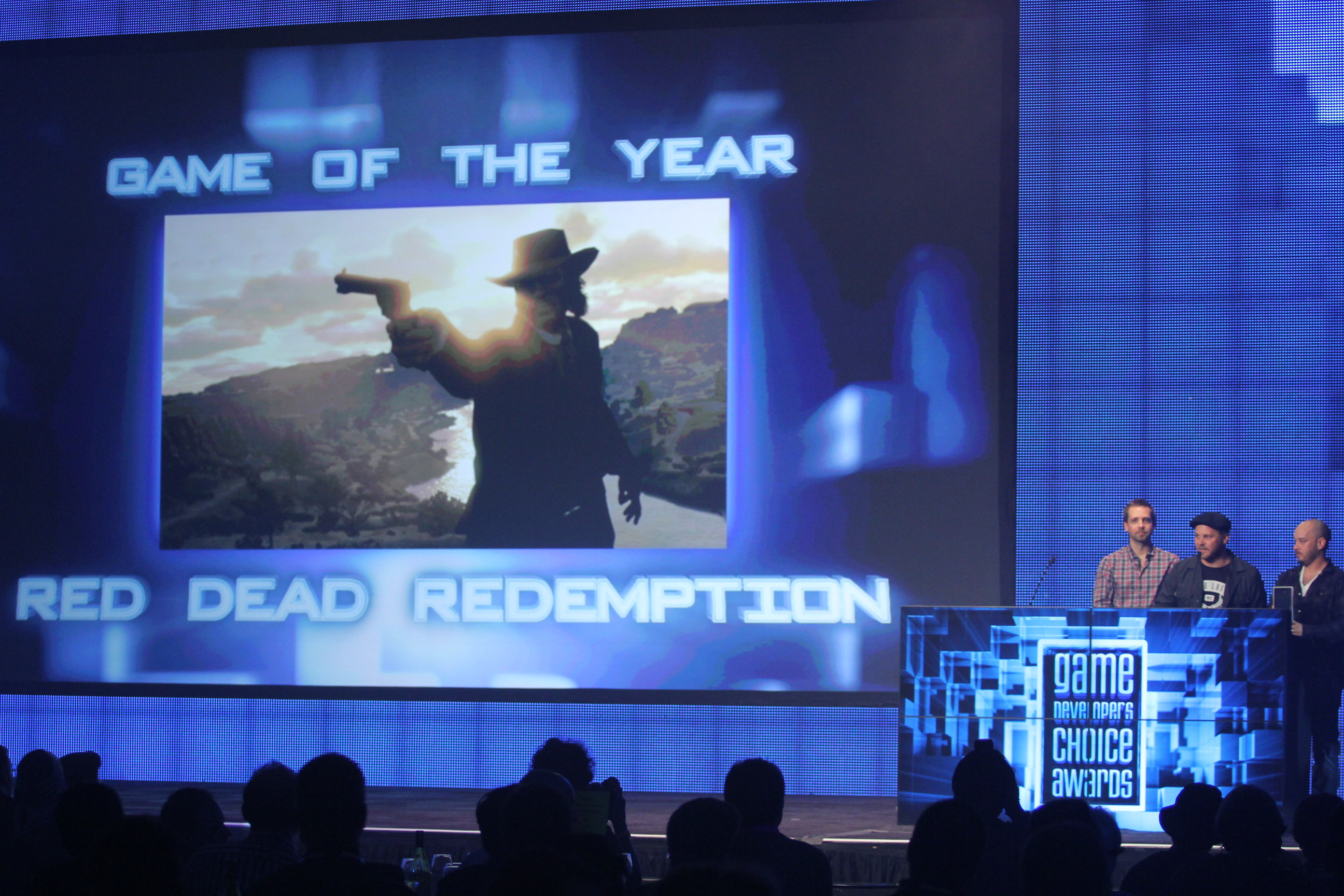
Red Dead Redemption zdobywa tytuł gry roku podczas gali rozdania Game Developers Choice Awards.

Red Dead Redemption otrzymało liczne nominacje i wyróżnienia od prasy branżowej, w tym dziesięć nominacji do Spike Video Game Awards 2010, ostatecznie zdobywając cztery nagrody – dla gry roku, najlepszej piosenki („Far Away”), ścieżki dźwiękowej i dodatku (Undead Nightmare). Akademia Sztuk i Nauk Interaktywnych nominowała produkcję do DICE Awards w dziewięciu kategoriach, z czego zdobyła ona cztery nagrody, m.in. dla najlepszej przygodowej gry akcji i dla najlepszego aktora (Rob Wiethoff jako John Marston). Podczas 11. gali rozdania Game Developers Choice Awards Red Dead Redemption zdobyło cztery nagrody na pięć nominacji, w tym dla najlepszej gry i za najlepszy projekt. Game Audio Network Guild nominowała grę w dziesięciu kategoriach, a wygrała ona w czterech – za najlepszy dźwięk, muzykę, oprawę dźwiękową i dialogi. Red Dead Redemption nie zdobyło żadnych nominacji do British Academy Games Awards, ponieważ Rockstar postanowił nie zgłaszać jej do tych nagród. Produkcja została uznana za najlepszą grę 2010 roku przez wiele branżowych czasopism i portali internetowych, w tym m.in. przez 1Up.com, „Computer and Video Games”, Digital Spy, Gamasutrę, „Game Informera”, GameSpot, GameSpy, GamesRadar, Good Game, „The Guardian”, Kotaku  i VentureBeat. W plebiscycie czytelników Gier-Online została uznana za najlepszą grę 2010 roku na Xboksa 360.
Zdaniem mediów branżowych Red Dead Redemption jest jedną z najlepszych gier wydanych na siódmą generację konsol. Dan Whitehead z Eurogamera wyraził nadzieję, że generacja ósma przyniesie „równie imponujące doświadczenia”. We wrześniu 2013 IGN sklasyfikował Red Dead Redemption na piątym miejscu listy najlepszych gier na PlayStation 3 i siódmym na Xboksa 360. W lutym 2016 GamesRadar uznał ją za szóstą najlepszą grę na konsole, wskazując, że fabularnie przebija ona kolejną grę Rockstar – Grand Theft Auto V (2013). W lipcu 2015 portal USgamer umieścił Red Dead Redemption na dziesiątym miejscu listy „15 najlepszych gier wydanych od 2000 roku”; redaktor Jaz Rignall opisał ją jako „jeden z najlepszych otwartych światów, jaki do tej pory stworzono”, chwaląc rozgrywkę, oprawę wizualną, ścieżkę dźwiękową, fabułę i charakteryzację. GamesRadar+ uznał ją za czwartą najlepszą grę drugiej dekady XXI wieku, porównując do innych produkcji z otwartym światem, takich jak Grand Theft Auto V czy Wiedźmin 3: Dziki Gon (2015) i wskazując, że został on zaprojektowany lepiej niż w wymienionych. Produkcja zajmuje wysokie miejsca w plebiscytach publiczności, znalazła się m.in. na siódmym miejscu zestawienia 100 najlepszych gier programu Good Game czy na piątym na liście najlepszych gier generacji wg czytelników IGN-u.
| Nagroda / organizacja                      | Rok  | Kategoria                             | Nominowany                     | Wynik     |
| ------------------------------------------ | ---- | ------------------------------------- | ------------------------------ | --------- |
| British Academy Video Games Awards         | 2011 | Gra roku wg operatora Game            | Red Dead Redemption            | nominacja |
| Game Audio Network Guild Awards            | 2011 | Najlepszy dźwięk                      | Red Dead Redemption            | wygrana   |
| Najlepsza muzyka                           | 2011 | Red Dead Redemption                   | wygrana                        |           |
| Najlepsza oprawa dźwiękowa                 | 2011 | Red Dead Redemption                   | wygrana                        |           |
| Najlepsze dialogi                          | 2011 | Red Dead Redemption                   | wygrana                        |           |
| Najlepszy projekt dźwięku                  | 2011 | Red Dead Redemption                   | nominacja                      |           |
| Najlepszy album ze ścieżką dźwiękową       | 2011 | Red Dead Redemption                   | nominacja                      |           |
| Najlepszy dźwięk w przerywnikach filmowych | 2011 | Red Dead Redemption                   | nominacja                      |           |
| Najlepsza oryginalna muzyka instrumentalna | 2011 | „Main Theme”                          | nominacja                      |           |
| Najlepsza oryginalna muzyka popowa         | 2011 | „Dead Man’s Gun”                      | nominacja                      |           |
| Najlepsza oryginalna muzyka popowa         | 2011 | „Far Away”                            | nominacja                      |           |
| Game Developers Choice Awards              | 2011 | Gra roku                              | Red Dead Redemption            | wygrana   |
| Game Developers Choice Awards              | 2011 | Najlepszy projekt gry                 | Red Dead Redemption            | wygrana   |
| Game Developers Choice Awards              | 2011 | Najlepsza oprawa technologiczna       | Red Dead Redemption            | wygrana   |
| Game Developers Choice Awards              | 2011 | Najlepszy dźwięk                      | Red Dead Redemption            | wygrana   |
| Game Developers Choice Awards              | 2011 | Najlepszy scenariusz                  | Red Dead Redemption            | nominacja |
| Golden Joystick Awards                     | 2010 | Gra roku                              | Red Dead Redemption            | nominacja |
| Golden Joystick Awards                     | 2010 | Najlepsza gra przygodowa lub akcji    | Red Dead Redemption            | nominacja |
| Interactive Achievement Awards             | 2011 | Najlepsza gra akcji                   | Red Dead Redemption            | wygrana   |
| Interactive Achievement Awards             | 2011 | Najlepszy kierunek artystyczny        | Red Dead Redemption            | wygrana   |
| Interactive Achievement Awards             | 2011 | Najlepsza inżynieria rozgrywki        | Red Dead Redemption            | wygrana   |
| Interactive Achievement Awards             | 2011 | Najlepszy występ aktorski             | Rob Wiethoff jako John Marston | wygrana   |
| Interactive Achievement Awards             | 2011 | Najlepsza reżyseria                   | Red Dead Redemption            | wygrana   |
| Interactive Achievement Awards             | 2011 | Najlepsza gra                         | Red Dead Redemption            | nominacja |
| Interactive Achievement Awards             | 2011 | Największa innowacja                  | Red Dead Redemption            | nominacja |
| Interactive Achievement Awards             | 2011 | Najlepsza animacja                    | Red Dead Redemption            | nominacja |
| Interactive Achievement Awards             | 2011 | Najlepszy projekt dźwięku             | Red Dead Redemption            | nominacja |
| Spike Video Game Awards                    | 2010 | Gra roku                              | Red Dead Redemption            | wygrana   |
| Spike Video Game Awards                    | 2010 | Najlepsza piosenka                    | „Far Away” – José González     | wygrana   |
| Spike Video Game Awards                    | 2010 | Najlepsza muzyka oryginalna           | Red Dead Redemption            | wygrana   |
| Spike Video Game Awards                    | 2010 | Najlepszy dodatek                     | Undead Nightmare               | wygrana   |
| Spike Video Game Awards                    | 2010 | Studio roku                           | Rockstar San Diego             | nominacja |
| Spike Video Game Awards                    | 2010 | Postać roku                           | John Marston                   | nominacja |
| Spike Video Game Awards                    | 2010 | Najlepsza gra na PlayStation 3        | Red Dead Redemption            | nominacja |
| Spike Video Game Awards                    | 2010 | Najlepsza gra przygodowa lub akcji    | Red Dead Redemption            | nominacja |
| Spike Video Game Awards                    | 2010 | Najlepsza oprawa graficzna            | Red Dead Redemption            | nominacja |
| Spike Video Game Awards                    | 2010 | Najlepszy występ – człowiek mężczyzna | Rob Wiethoff jako John Marston | nominacja |
| Spike Video Game Awards                    | 2012 | Gra dekady                            | Red Dead Redemption            | nominacja |

### Sprzedaż
Według przedpremierowych szacunków Michaela Pachtera z firmy inwestycyjnej Wedbush Securities, Red Dead Redemption musiałoby sprzedać się w co najmniej 1,75 mln kopii, wartych ok. 80 mln USD, żeby firma wyszła na czysto i 3,5 mln kopii (160 mln USD), żeby zaczęła na siebie zarabiać. Redakcja Joystiqa otrzymała od pracownika Rockstar informację, że do pokrycia kosztów produkcji gry musi sprzedać się ona w czterech milionach egzemplarzy, wydawca jednak spodziewał się, że może przynieść ona straty, a bardziej zależało mu na dowiedzeniu umiejętności zespołu Rockstar San Diego.
Według raportu NPD Group Red Dead Redemption było najlepiej sprzedającą się grą maja 2010, kiedy to rozeszła się w ponad półtora miliona kopii, a w ciągu pierwszych trzech tygodni w ponad pięciu milionach. W czerwcu 2010 Ben Feder, prezes Take-Two Interactive – firmy-matki Rockstar – poinformował, że gra już prawie zaczęła przynosić zyski. Do września 2010 do sklepów trafiło 6,9 mln kopii, co przyczyniło się do przekroczenia prognoz finansowych Take-Two na dany kwartał. Red Dead Redemption było dziewiątą najlepiej sprzedającą się grą 2010, a wersja na Xboksa 360 stała się szóstą najpopularniejszą grą w całej historii tej platformy. Do lutego 2011 sprzedano osiem milionów egzemplarzy, co przełożyło się na 7,7-procentowy wzrost dochodów Take-Two w tamtym kwartale. W ciągu pierwszego roku rozeszło się łącznie osiem i pół miliona kopii, a do sierpnia 2011 ponad jedenaście milionów, z czego dwa miliony stanowiły pudełkowe wydania Undead Nightmare. Do lutego 2017 na całym świecie sprzedano ponad piętnaście milionów egzemplarzy. W sierpniu 2021 poinformowano, że obie części Redemption sprzedały się łącznie w ponadsześćdziesięciodwumilionowym nakładzie, z czego około dwadzieścia trzy miliony przypadają na Red Dead Redemption, co czyni ją jedną z najlepiej sprzedających się gier komputerowych w historii.
Red Dead Redemption zadebiutowało na pierwszym miejscu najlepiej sprzedających się gier w Wielkiej Brytanii i pozostało na nim do premiery Lego Harry’ego Pottera: Lat 1–4, która odbyła się pod koniec czerwca. Według danych GfK Chart-Track, 65% egzemplarzy sprzedanych w Wielkiej Brytanii w pierwszym tygodniu stanowiło wydanie na Xboksa 360. Ostatecznie Red Dead Redemption zostało czwartą najlepiej sprzedającą się na Wyspach grą 2010 roku, a także czwartym najlepszym tytułem na PlayStation 3 i Xboksa 360. W Japonii w tygodniu premiery sprzedano ponad 95 tys. egzemplarzy, z czego ok. 70 tys. na PlayStation 3 (czwarta najlepiej sprzedająca się gra tamtego tygodnia na tę platformę) i 20 tys. na Xboksa 360 (siódme miejsce na tej platformie).

## Prequel
W październiku 2018 na PlayStation 4 i Xboksa One wydany został prequel gry, Red Dead Redemption 2. Jego fabuła osadzona jest w 1899 roku, na dwanaście lat przed wydarzeniami z pierwszej części, i przedstawia Johna Marstona jako jednego z członków gangu Dutcha van der Lindego, do którego należą też m.in. Bill, Javier, Wujek, Abigail i Jack. Przez większość gry gracz wciela się w kolegę Johna z gangu, Arthura Morgana, kontrolę nad Johnem przejmując dopiero w epilogu.